# Бюлов, Кай
Кай Бю́лов (нем. Kai Bülow; род. 31 мая 1986, Росток) — немецкий футболист, полузащитник.

## Карьера

### Клубная
Бюлов начал играть в футбол в пять лет в пригородном клубе «Бентвиш». В 1994 году он был зачислен в юношескую академию главного клуба города, «Ганзы». Ещё будучи игроком академии, он 4 раза выходил на поле в составе второй команды «Ганзы».
В начале сезона 2005/06 Бюлов заключил контракт со второй командой «Ганзы». После великолепной игры в матче первого круга розыгрыша кубка Германии против «Майнца» он был переведён в основную команду. Он дебютировал во Второй Бундеслиге в четвёртом туре сезона 05/06, в игре против «Бохума». После этого он быстро закрепился в основном составе команды. После этого он быстро закрепился в основном составе команды. Всего до конца сезона он отыграл 25 игр за «Ганзу», но выход в Бундеслигу команде после прошлогоднего вылета так и не удался.
В сезоне 2006/07 Бюлов внёс значительный вклад в то, что «Ганза» по итогам сезона заняла 2 место в таблице и таким образом поднялась в высшую лигу немецкого футбола. В следующем сезоне он сыграл 29 игр в Бундеслиге, однако закрепиться там команде так и не удалось, и она сразу же вылетела обратно. Во Второй Бундеслиге «Ганза» вновь оказалась под угрозой вылета. После того, как она в том сезоне заняла 16 место в таблице и проиграла переходные матчи «Ингольштадту», опустившись в Третью лигу, Бюлов перебрался в клуб «Мюнхен 1860», с которым подписал контракт на 2 года. Всего за клуб из Ростока он сыграл 130 игр в обеих лигах и 7 в кубке Германии.
В Мюнхене Бюлов составил пару Мате Гвинианидзе в центре защиты, однако потом тренер «львов» предпочёл ему другого защитника-новичка Штефана Белля. После травмы грузинского защитника в октябре 2010 Бюлов вновь вернулся в стартовый состав, не покидая его уже до конца сезона. Он забил свой первый гол за мюнхенский клуб в гостевой игре в Карлсруэ, которая завершилась победой 4:2. Во второй половине сезона Бюлов занял место в опорной зоне полузащиты. Всего в сезоне 2010/11 он сыграл 29 игр за «1860». Во всех играх первого круга сезона 11/12 он выходил в стартовом составе, за исключением двух игр, во время которых отбывал дисквалификацию за сомнительное удаление в матче с «Фюртом». В октябре 2011 года защитник из Ростока продлил свой контракт со «львами» до 2015 года.

### В сборной
Бюлов впервые сыграл в форме немецкой сборной в 2002 году в матче против сборной города Лейпцига. Первый международный опыт он получил 23 октября того же года, выйдя на замену в матче между юношескими сборными Германии и Словении до 17 лет. В 2004 году он дважды сыграл в сборной до 18 лет и один раз — до 19. В 2006 году он один раз вышел на поле в игре за сборную Германии до 20 лет. Также он получил шанс провести несколько матчей за молодёжную сборную Германии в 2007 году после того, как хорошо зарекомендовал себя своей игрой в составе «Ганзы».

## Личное
Отец Йохен был довольно известным в Германии яхтсменом, а брат Ларс занимается гандболом и играл за молодёжную сборную Германии, но переехал в Пассау, чтобы учиться и работать в местном университете.